# Robert Judet
Robert Judet (* 17. September 1909 in Paris; † 20. Dezember 1980 ebenda) war ein französischer Orthopäde und Chirurg.

## Leben
Robert Judet war Sohn des Orthopäden Henri Judet. Robert Judet besuchte das Lycée Montaigne (Paris) und das Lycée Louis-le-Grand. Nach dem Studium und der chirurgischen Ausbildung in Paris wendete er sich bei  Paul Mathieu am Hôpital Cochin der orthopädischen Chirurgie zu. Seine dort geschriebene Doktorarbeit (1937) befasste sich auf 166 Seiten mit dem Klumpfuß bei Erwachsenen. Der Westfeldzug der Wehrmacht unterbrach seine Tätigkeit als Oberarzt im Cochin. Als einziger Chirurg in den Französischen Streitkräften erhielt er beide Kriegskreuze (1940, 1944). Im September 1940 nahm er seine 1938 begonnene Nebentätigkeit am Anatomischen Theater in der rue du Fer-à-Moulin wieder auf. Damals hatte Frankreich nur eine Handvoll Orthopäden: fünf in Paris (Kirmisson, Ombredanne, Boppe, Ducroquet, H. Judet), einen in Brest (E. Pouliquen) und zwei in Berck (Calot, Menard). Die Französische Gesellschaft für Orthopädie und Traumatologie hatte nur einige Dutzend Mitglieder. Die Orthopädie war ein kleines Nebenfach der Chirurgie. Deshalb ging Robert Judet 1943 noch einmal zu seinem Lehrer Houdard im Hôpital Tenon. Während der Deutschen Besetzung Frankreichs im Zweiten Weltkrieg engagierte er sich in der Résistance. Im Oktober 1944 meldete er sich zur 1. Armee (Frankreich 1944–45) unter Jean de Lattre de Tassigny.

„Médecin, père de  famille nombreuse  qui a rallié la Résistance en 1942. Remarquable d'enthousiasme patriotique, assuré des missions de liaison des plus dangereuses. A  rendu des services particulièrement importants par l'apport de renseignements précis sur l'organisation ennemie. A accueilli et aidé des patriotes blessés traqués par la Gestapo. Arrêté en mars 1944, a été relâché faute de preuves et a repris aussitôt son activité. A participé aux combats de la Libération les armes à la main et, au cours des opérations, a donné des soins aux blessés sous le feu de l'ennemi. A contracté un engagement volontaire au titre de la Ire  armée  et s'est distingué en maintes circonstances par son courage et son allant. Magnifique patriote qui a servi avec honneur et dignité jusqu'à la victoire.“

Judet widmete sich der operativen Behandlung von Pseudarthrosen, Knocheninfektionen und Beckenfrakturen und der Verlängerung des Musculus quadriceps femoris. Weltweit bekannt wurde er durch Endoprothesen des Hüftgelenks. Mit seinem Bruder Jean Judet entwarf er schon 1946 einen Acrylersatz des Femurkopfs. Als er im Mai 1947 zum chirurgien des hôpitaux de Paris ernannt wurde, gratulierte der Staatspräsident Vincent Auriol. Von den abriebsbedingten Versagern nicht entmutigt, entwickelte er mit seinem Sohn Thierry Judet 1971 eine zementfreie Hüftendoprothese. 1975 stellte er die Ergebnisse bei 828 Patienten vor. 1956 wurde er Chef de Service am Hôpital Raymond-Poincaré in Garches. 1963 wurde er zum Professor für Orthopädie und Traumatologie ernannt. Verheiratet war er mit der Elsässerin Christiane Jeanperrin. Der Ehe entstammen sechs Töchter und zwei Söhne.

## Mitgliedschaften
- Korrespondierendes Mitglied der British Orthopaedic Association
- Mitglied der American Orthopedic Association
- Mitglied der American Academy of Orthopedic Surgeons

## Ehrungen
- Croix de guerre (1940)
- Croix de guerre avec palme (1944)
- Médaille de la Reconnaissance française (5. Juni 1945)
- Médaille de la Résistance
- Ritter (1949) und Offizier (1957) der Ehrenlegion